# Tellina alerta
Tellina alerta är en musselart som beskrevs av Boss 1964. Tellina alerta ingår i släktet Tellina och familjen Tellinidae. Inga underarter finns listade i Catalogue of Life.